# Chemostato

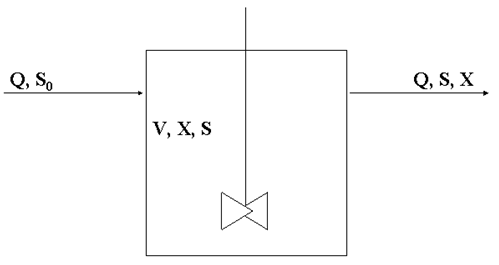
Rappresentazione schematica di un chemostato

Il chemostato di Jacques Monod (Monod, 1949) consiste in un reattore biologico (o bioreattore) ideale che lavora in condizioni di stato stazionario. 
Nel reattore biologico, i microrganismi presenti usano il substrato presente nella portata di alimentazione per la crescita. Le condizioni stazionarie implicano da un lato che il substrato non si accumuli all'interno del reattore e, dall'altro, che la biomassa prodotta sia uguale a quella allontanata per unità di tempo.
In termini di bilancio di materia, si può scrivere per la biomassa:
accumulo = ingresso – uscita + crescita
Essendo nulla la biomassa in ingresso e potendo elidere il termine dell'accumulo (stato stazionario), si ricava la seguente forma semplificata:
uscita = crescita
Che in termini simbolici diventa:
{\displaystyle QX=(r_{X})V}
Dove:
- Q: portata dell'alimentazione (l/d) = portata in uscita dal reattore;
- X: concentrazione di biomassa (mgCOD/l)
- {\displaystyle (r_{X})} = velocità di crescita della biomassa (mgCOD/l/h)
- V = volume del reattore (in litri).

Poiché vale:
{\displaystyle (r_{X})=(\mu -b)X;\mu ={\frac {\mu _{M}S}{K_{S}+S}}}
Dove: 
- S = concentrazione di substrato (mgCOD/l)
- μ = velocità di utilizzo del substrato (d-1)
- b = coefficiente di decadimento (d-1)
- {\displaystyle \mu _{M}=}velocità massima di utilizzo del substrato (1/d)
- {\displaystyle K_{S}=}costante di semisaturazione (mgCOD/l)

Quindi, si può scrivere che: 
{\displaystyle QX=\left({\frac {\mu _{M}}{K_{S}+S}}-b\right)XV}
{\displaystyle {\frac {Q}{V}}=D=\left({\frac {\mu _{M}}{K_{S}+S}}-b\right)}
Dove D è il fattore di diluizione (d-1)
Quindi, quello che si ricava è che in condizioni di stato stazionario la biomassa si trova a crescere ad una velocità pari a quella con cui viene allontanata dal reattore. 
Va notato inoltre che D nient'altro è che l'inverso del tempo di residenza idraulico ({\displaystyle \theta _{H}}) che, in questo caso, coincide anche con il tempo di residenza della biomassa nel sistema ({\displaystyle \theta _{C}}). Questa grandezza, nota come età dei fanghi nel campo del trattamento delle acque reflue, è definita come il rapporto tra la biomassa nel reattore e la biomassa rimossa dal sistema per unità di tempo. Esprimendo il caso del chemostato in simboli:
{\displaystyle {\frac {1}{\theta _{C}}}={\frac {QX}{VX}}={\frac {Q}{V}}=D}
Analogamente, conducendo un bilancio di materia per il substrato si può scrivere: 
accumulo = ingresso – uscita - consumo
Essendo allo stato stazionario:
uscita = ingresso – consumo
In simboli:
{\displaystyle QS=QS_{0}-(r_{S})V}
Dove:
- {\displaystyle S_{0}}= concentrazione di substrato (mgCOD/l)
- {\displaystyle -(r_{S})}= velocità di consumo del substrato (mgCOD/l/h)

Poiché vale:
{\displaystyle -(r_{S})=\left(\mu \right){\frac {X}{Y}}}
Dove Y è il rendimento di crescita termodinamico (mgCOD/mgCOD, adimensionale)
Y esprime la quantità di biomassa che è stata prodotta in base al substrato consumato. È detto “termodinamico” in quanto tiene conto solo del substrato effettivamente consumato per la crescita e non di quello rimosso per il mantenimento. Infatti, si è soliti indicare il rendimento globale (senza distinguere tra substrato rimosso per crescita e substrato rimosso per il mantenimento) con {\displaystyle Y_{obs}}.
Ne segue quindi che:
{\displaystyle D\left(S_{0}-S\right)=\left(\mu _{M}{\frac {S}{K_{S}+S}}\right){\frac {X}{Y}}}
Per ricavare i valori di X e S, in funzione del rapporto di diluizione D, si riscrive l'equazione per D:
{\displaystyle D=\left({\frac {\mu _{M}}{K_{S}+S}}-b\right)}
Da cui si ottiene:
{\displaystyle D+b=\left({\frac {\mu _{M}}{K_{S}+S}}\right)}
Sostituendo nella equazione ricavata in precedenza per il substrato si ricava:
{\displaystyle D\left(S_{0}-S\right)=\left(D+b\right){\frac {X}{Y}}}
{\displaystyle X=YD{\frac {S_{0}-S}{D+b}}=Y{\frac {S_{0}-S}{1+{\frac {b}{D}}}}=Y{\frac {S_{0}-S}{1+b\theta _{H}}}}
In maniera del tutto analoga, per il substrato si può ottenere che:
{\displaystyle S={\frac {\left(D+b\right)K_{S}}{\mu _{M}-b-D}}}
Come si può notare, ad alti valori del rapporto di diluizione D, la biomassa non riesce più a riprodursi alla stessa velocità con cui viene trascinata all'esterno ed il reattore va incontro al fenomeno del wash-out o (dilavamento), ovvero lo svuotamento del contenuto di biomassa. Va però notato anche che a tale regimi del rapporto di diluizione, dal momento che il substrato S è presente alle più alte concentrazioni possibili (al limite S tende alla concentrazione di substrato entrante {\displaystyle S_{0}}), la velocità di crescita della biomassa {\displaystyle (r_{X})}) e di rimozione del substrato {\displaystyle (-r_{S})}) sono le più alte possibili: questo in quanto entrambe sono funzione della concentrazione di substrato S.